# Gare de Lentilly-Charpenay
Gare de Lentilly-Charpenay vasútállomás Franciaországban, Lentilly településen.

## Vasútvonalak
Az állomást az alábbi vasútvonalak érintik:
- Lyon-Saint-Paul-Montbrison-vasútvonal

## Kapcsolódó állomások
A vasútállomáshoz az alábbi állomások vannak a legközelebb:
- Gare de La Tour-de-Salvagny (Gare de Lyon-Saint-Paul)
- Gare de Lentilly (Gare de Sain-Bel)